# Митропа куп 1988.
Митропа куп 1988. је било 46. издање клупског фудбалског такмичења Митропа купа.
Такмичење је трајало од 24. до 30. маја 1988. године. Учествовало је шест екипа из Италије, Мађарске, Чехословачке и СФР Југославије. 

## Резултати

### Групна фаза

#### Група А
| Табела                  | ИГ | Д | Н | И | ГД | ГП | ГР | Бод. |
| ----------------------- | -- | - | - | - | -- | -- | -- | ---- |
| 1. Вац                  | 2  | 1 | 0 | 1 | 7  | 4  | +3 | 2    |
| 2. Делфино Пескара 1936 | 2  | 1 | 0 | 1 | 4  | 2  | +2 | 2    |
| 3. Слован Братислава    | 2  | 1 | 0 | 1 | 1  | 6  | -5 | 2    |

| Клуб                 | Држава       | Резултат | Држава       | Клуб                 |
| -------------------- | ------------ | -------- | ------------ | -------------------- |
| Делфино Пескара 1936 | Италија      | 4:1      | Мађарска     | Вац                  |
| Слован Братислава    | Чехословачка | 1:0      | Италија      | Делфино Пескара 1936 |
| Вац                  | Мађарска     | 6:0      | Чехословачка | Слован Братислава    |

#### Група Б
| Табела             | ИГ | Д | Н | И | ГД | ГП | ГР | Бод. |
| ------------------ | -- | - | - | - | -- | -- | -- | ---- |
| 1. Пиза            | 2  | 2 | 0 | 0 | 3  | 0  | +3 | 4    |
| 2. Војводина       | 2  | 1 | 0 | 1 | 3  | 1  | +2 | 2    |
| 3. Ракоци Капошвар | 2  | 0 | 0 | 2 | 0  | 5  | -5 | 0    |

| Клуб      | Држава                                           | Резултат | Држава                                           | Клуб            |
| --------- | ------------------------------------------------ | -------- | ------------------------------------------------ | --------------- |
| Пиза      | Италија                                          | 2:0      | Мађарска                                         | Ракоци Капошвар |
| Војводина | Социјалистичка Федеративна Република Југославија | 3:0      | Мађарска                                         | Ракоци Капошвар |
| Пиза      | Италија                                          | 1:0      | Социјалистичка Федеративна Република Југославија | Војводина       |

### Финале
| Меч | Клуб | Држава  | укупан рез. | Држава   | Клуб |
| --- | ---- | ------- | ----------- | -------- | ---- |
| 1   | Пиза | Италија | 3:0         | Мађарска | Вац  |

| Освајач Митропа купа 1988. |
| -------------------------- |
| Пиза 2. Титула             |